# Franz Joseph Bodmann

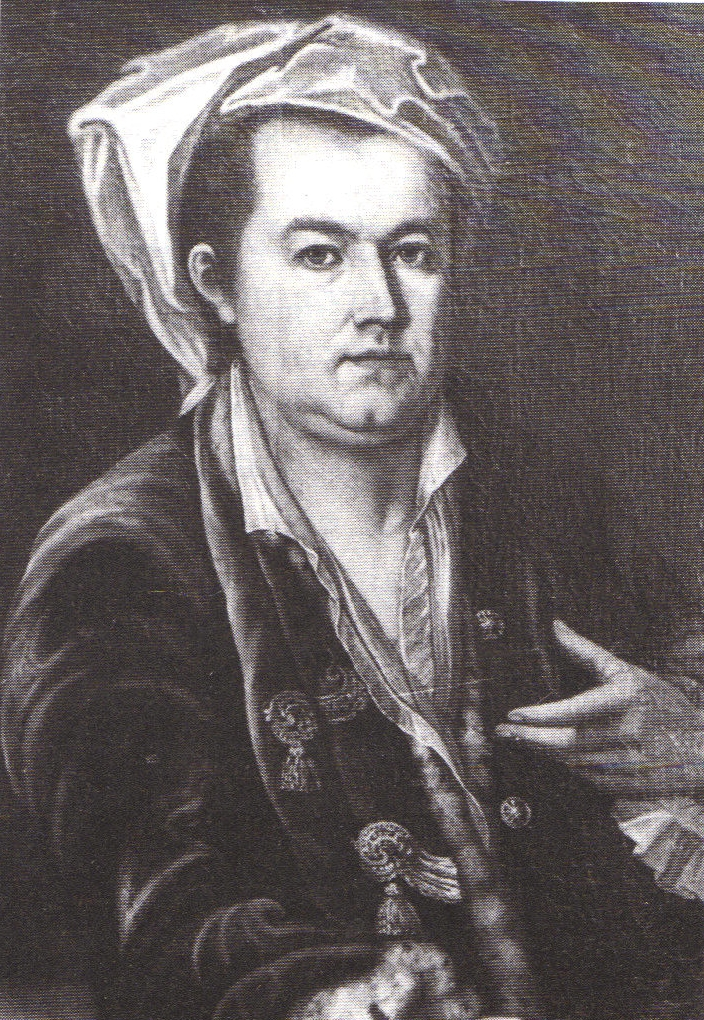
Ölgemälde im Landesmuseum Mainz

Franz Joseph Bodmann (* 3. Mai 1754 in Aura an der Saale (Unterfranken); † 20. Oktober 1820 in Mainz) war ein deutscher Jurist, Historiker, Bibliothekar und Geschichtsfälscher.

## Leben und Wirken
Bodmann wurde geboren als Sohn des Fürstbischöflich Würzburgischen Amtmanns Philipp Ferdinand Bodmann († 9. Mai 1795). Seine Mutter († 2. August 1794) hieß Anna Maria Apollonia Bodmann, geborene Siebenbeutel. Beide Eltern sind in Aura an der Saale begraben. 
Bodmann studierte in Würzburg und Göttingen Rechtswissenschaften. 1780 wurde er Professor der Rechte in Mainz, 1805 Vizepräsident des Zivilgerichts und 1811 Präsident des Finanzgerichts in Mainz. Von 1806 bis zu seiner Dispensation nach dem Abzug der französischen Truppen 1814 leitete er die Mainzer Stadtbibliothek.
Seine früher hochgeschätzten landesgeschichtlichen Publikationen – sein Hauptwerk sind die Rheingauischen Alterthümer – sind durch erst am Ende des 19. Jahrhunderts aufgedeckte schwerwiegende Fälschungen teilweise entwertet. So fälschte er das Rheingauer Landrecht aus holländischen Quellen und schrieb Urteile des Ingelheimer Oberhofs auf Eltville um. Als Mainzer Stadtbibliothekar entfremdete er ihm anvertraute Bestände, verstümmelte Handschriften und Drucke. Auch andere Institutionen bestahl er: „Wo er ein Archiv benutzte, riß er das, was er in seine Werke aufnehmen wollte, aus den Originalen heraus und fügte es seinem Manuskript bei“.
Große Teile der umfangreichen handschriftlichen Sammlungen Bodmanns gelangten an Friedrich Gustav Habel, wurden zeitweilig auf der Mildenburg (Schloss Miltenberg) aufbewahrt und von Wilhelm Conrady als Leihgabe ans Reichsarchiv in München gegeben. Von den Erben zurückgefordert, wurde der Bestand verkauft. Reste sind vor allem in den hessischen Staatsarchiven Darmstadt (größtenteils im Zweiten Weltkrieg zerstört) und Marburg erhalten geblieben.